# Seth Meyers
Seth Adam Meyers (Evanston, 28 december 1973) is een Amerikaans acteur, stemacteur, komiek, schrijver en presentator. 

## Biografie
Meyers was eind jaren 90 een aantal jaar werkzaam als acteur en scenarioschrijver bij het Engelstalige improvisatiecomedygezelschap Boom Chicago in Amsterdam. Meyers' twee jaar jongere broer Josh Meyers, eveneens actief als acteur en komiek, was in die tijd ook lid van Boom Chicago.
Meyers kwam in 2001 bij de sketch-comedyshow Saturday Night Live als imitator. Nadat Tina Fey het programma in 2006 verliet, werd hij de nieuwe partner van Amy Poehler voor het segment Weekend Update, waarin het nieuws kort op satirische wijze wordt doorgenomen. Nadat Poehler in december 2008 het programma ook verliet, presenteerde Meyers Weekend Update alleen. Vanaf 2013 deed hij dit samen met Cecily Strong.
Hij bleef dertien seizoenen bij Saturday Night Live van 2001 tot 2014. Vanaf januari 2005 werd hij ook scenarioschrijver en in december van datzelfde jaar werd hij benoemd tot hoofd-scenarioschrijver. Samen met de hele cast werd hij in zowel 2008 als 2009 genomineerd voor een Emmy Award en won hij in zowel 2007, 2009 als 2010 daadwerkelijk een Writers Guild of America Award.
Meyers verliet Saturday Night Live in 2014 om presentator te worden van het praatprogramma Late Night with Seth Meyers, als opvolger van Late Night with Jimmy Fallon. Deze mogelijkheid kwam op zijn pad doordat Jimmy Fallon naar The Tonight Show vertrok om daar Jay Leno op te volgen.
Daarnaast is Meyers actief als een televisiefilm en stemacteur in verschillende producties.

## Filmografie
| Jaar | Titel                                                    | Rol                    | Bijzonderheden       |
| ---- | -------------------------------------------------------- | ---------------------- | -------------------- |
| 2004 | See This Movie                                           | Jake Barrymore         |                      |
| 2004 | Maestro                                                  | Tim Healy              | Korte film           |
| 2004 | Thunder Road                                             | Voice-over             | Korte film           |
| 2005 | Perception                                               | Steven                 |                      |
| 2005 | The Adventures of Big Handsome Guy and his Little Friend | Disgruntled Dork       | Korte film           |
| 2006 | American Dreamz                                          | Chet Krogl             |                      |
| 2007 | Hot Rod                                                  | Geen                   | Co-producent         |
| 2008 | Journey to the Center of the Earth                       | Professor Alan Kitzens |                      |
| 2008 | Nick and Norah's Infinite Playlist                       | Drunk Guy in Yugo      |                      |
| 2009 | Spring Breakdown                                         | William Rushfield      |                      |
| 2010 | MacGruber                                                | Geen                   | Uitvoerend producent |
| 2011 | I Don't Know How She Does It                             | Chris Bunce            |                      |
| 2011 | New Year's Eve                                           | Griffin Byrne          |                      |
| 2014 | The Interview                                            | Zichzelf               |                      |
| 2019 | Late Night                                               | Zichzelf               |                      |
| 2022 | Bros                                                     | Harvey Milk            |                      |

## Televisieseries
- Saturday Night Live (170+ afleveringen sinds september 2001)
- Spin City (2001, één aflevering)

- International Standard Name Identifier: 0000 0000 7185 0564
- Library of Congress Control Number: no2009161301
- MusicBrainz: 3bcbedbf-f835-4d8a-af91-627c17c7fd39
- Nationale Bibliotheek van Israël: 987007448750205171
- Système universitaire de documentation: 266907113
- Virtual International Authority File: 101499357
- WorldCat: E39PBJwHgD9Rkxv8cBpK4j7yh3